# Uppståndelsekyrkan, Almanyj
Uppståndelsekyrkan (belarusiska: Васкрасенская царква; translitteration: Vaskrasenskaja tsarkva) är en belarusisk-ortodox träkyrkobyggnad belägen i byn Almanyj, i distriktet Stolіn rajon i Brests voblast, i södra Belarus.
Kyrkan är helgad åt Jesu uppståndelse och tillhör Pinsk stift i den Belarusisk-ortodoxa kyrkan.

## Historik
Uppståndelsekyrkan i Almanyj började byggas år 1888 och stod klar 1893.

## Bilder

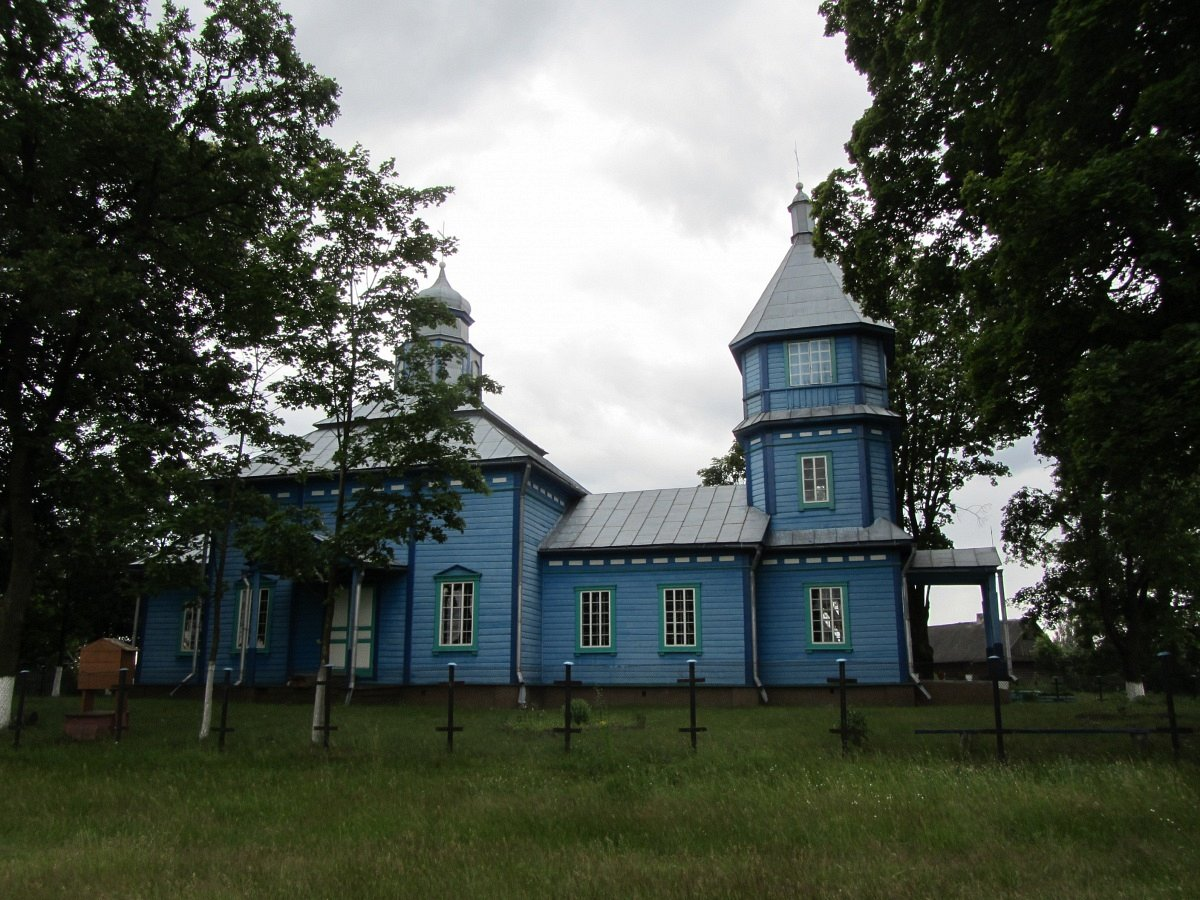
Kyrkan från sidan.